# Urvillea triphylla
Urvillea triphylla är en kinesträdsväxtart som först beskrevs av Vell., och fick sitt nu gällande namn av Ludwig Radlkofer. Urvillea triphylla ingår i släktet Urvillea och familjen kinesträdsväxter. Inga underarter finns listade i Catalogue of Life.